# Lijst van leden in de Orde van Oranje-Nassau
Dit is een lijst van als Lid in de Orde van Oranje-Nassau gedecoreerden over wie een artikel in de Nederlandstalige Wikipedia is opgenomen. Indien bekend, staat tussen haakjes het jaartal van decoratie vermeld.

## A
- Ine Aasted-Madsen (2014)
- Abdullah al-Mansouri
- Kobus Algra

## B
- Jan Peter Balkenende (1998)
- Leo Beerendonk (2007)
- Wilhelmus de Bekker (1998)
- Roland van Benthem (2007)
- Herman Berkien
- Henk Betten (1998)
- Headly Binderhagel (1999)
- Hans van Blijderveen (2011)
- Alfred Blokhuizen (2015)
- Nico Blom (2020)
- Dick de Boer (2009)
- Eric Boot (2007)
- Coen Bot (2006)
- Trix van Brussel (2018)
- Abraham Bueno de Mesquita
- Rudy Budiman (2005)

## C
- Daisy Casimiri
- Joep Coppens

## D
- Eric van der Donk

## G
- Melis van de Groep (2007)

## H
- Raymond Heerenveen (2023)
- Henk Heida (2018)
- Jacques Herb (2002)
- Eugènie Herlaar (1998)
- Harm Hoeve (2014)
- Douwe Hoogland (2014)
- Ernesto Hoost (2008)
- Frans Hoppenbrouwers (2005)

## J
- Flip Jonkman (2020)

## K
- Herman van de Kaa (2012)
- Gerart Kamphuis (2022)
- Servais Knaven (2008)
- Hilligje Kok-Bisschop (2013)
- Chris Konings (2011)
- Els en Frits Koopman (2006)

## L
- Ilona Lagas (2006)
- Jan Leegwater (later geweigerd en teruggegeven)
- Marcel Legerstee (2006)
- Martin Los (2022)

## M
- Hubert Mackus (2016)
- Gé Madern (2004)
- Gerard Meijer (2010)
- Bibian Mentel (2012)
- Arnold Mühren (2006)

## N
- Egbert Nijstad (2014)

## O
- Jan van Ooij

## P
- Wil van Pinxteren
- Nico Ploum

## R
- Francisca Ravestein (1998)
- Sjef van Rooij (2013)

## S
- Theo Saat
- Jaap Schilder (2006)
- Ad van Sleuwen (2010)
- Peter van Straaten (2009)

## T
- Frans Theunisz
- Andy Tielman (2005)
- Gert Timmerman (zanger) (2005)

## V
- Wiet Verschure (2002)
- Jan van Veen (2009)
- Cees Veerman (2006)
- Piet Veerman (2006)
- Peter Verjans (2001)

## W
- Ad van de Wege (2021)
- Jan van Westenbrugge (2007)
- Elly Witkamp (2009)

## Z
- Hans Zomer (2000)
- Martin Zonnenberg (2002)
- Elly Zuiderveld-Nieman (2000)
- Rikkert Zuiderveld (2000)